# Дженива (аэропорт)
Муниципальный аэропорт Джени́ва (англ. Geneva Municipal Airport), (FAA LID: 33J) — коммерческий аэропорт, расположенный в четырёх километрах к северу от центральной части города Дженива (округ Дженива, Алабама, США). Аэропорт находится в собственности городского муниципалитета.

## Операционная деятельность
Муниципальный аэропорт Дженива занимает площадь в 45 гектар, расположен на высоте 31 метр над уровнем моря и эксплуатирует одну взлётно-посадочную полосу:
- 11/29 размерами 1214 x 30 метров с асфальтовым покрытием.

За период с 24 августа 2000 года по 24 августа 2001 года муниципальный аэропорт Дженива обработал 9069 операций взлётов и посадок самолётов (в среднем 25 операций ежедневно), все рейсы в указанном периоде пришлись на военную авиацию и авиацию общего назначения.